# Josefin Nordlöw
Karin Josefin Nordlöw (ur. 9 marca 1982 w Örnsköldsviku) – szwedzka kajakarka, medalistka mistrzostw świata i Europy, olimpijka.

## Kariera sportowa
Zajęła 12. miejsce w mistrzostwach Europy w maratonie kajakowym w 2001 w Györze w konkurencji kajaków jedynak (K-1) na dystansie 36,6 km, a na mistrzostwach Europy w 2002 w Segedynie zajęła 4. miejsce w wyścigu czwórek (K-4) na 200 metrów. Na mistrzostwach Europy w 2004 w Poznaniu zajęła 8. miejsce w wyścigu czwórek na 500 metrów.
Zdobyła brązowy medal w konkurencji czwórek na dystansie 200 metrów (z Anną Karlsson, Karin Johansson i Sofią Paldanius) oraz zajęła 4. miejsce w wyścigu czwórek na 500 metrów na mistrzostwach Europy w 2005 w Poznaniu, a na mistrzostwach świata w 2005 w Zagrzebiu zajęła w konkurencji czwórek 4. miejsce na 200 metrów i 5. miejsce na 500 metrów. Na mistrzostwach Europy w 2006 w Račicach ponownie zdobyła brązowy medal w konkurencji czwórek na 200 metrów (z Karlsson, Johansson i Paldanius) oraz zajęła 4. miejsce w wyścigu czwórek na 500 metrów.
Zdobyła brązowy medal w wyścigu czwórek na 200 metrów (w tym samym składzie) oraz zajęła 8. miejsce w wyścigu czwórek na 500 metrów na mistrzostwach świata w 2006 w Segedynie. Po raz trzeci wraz z Karlsson, Johansson i Paldanius zdobyła brązowy medal w wyścigu czwórek na 200 metrów, a także zajęła 7. miejsce w wyścigu czwórek an 500 metrów na mistrzostwach Europy w 2007 w Pontevedrze, a na mistrzostwach świata w 2007 w Duisburgu zajęła 9. miejsce w konkurencji czwórek na dystansie 500 metrów.
Startując w wyścigach dwójek (K-2) w parze z Paldanius zdobyła złoty medal na dystansie 1000 metrów i zajęła 4. miejsce na 500 metrów na mistrzostwach Europy w 2009 w Brandenburgu, a na mistrzostwach świata w 2009 w Dartmouth zdobyła wraz z Paldanius brązowy medal w wyścigu dwójek na 500 metrów, a także zajęła 4. miejsce w wyścigu sztafetowym jedynek 4 × 200 metrów oraz 5. miejsca w wyścigach dwójek na 1000 metrów i czwórek na 200 metrów. Zajęła 5. miejsce w wyścigu dwójek na 1000 metrów na mistrzostwach Europy w 2010 w Trasonie, a na mistrzostwach świata w 2010 w Poznaniu zajęła 7. miejsce w sztafecie K-1 4 × 200 metrów. Na mistrzostwach Europy w 2011 w Belgradzie zajęła w wyścigach dwójek 4. miejsce na 200 metrów i 5. miejsce na 500 metrów. Zajęła 10. miejsce w wyścigu jedynek na dystansie 5000 metrów na mistrzostwach świata w 2011 w Segedynie, a na mistrzostwach Europy w 2012 w Zagrzebiu zajęła w wyścigach dwójek 4. miejsce na 200 metrów i 6. miejsce na 500 metrów.
Wraz z Karin Johansson zajęła 10. miejsce (2. miejsce w finale B) w wyścigu dwójek na 500 metrów na igrzyskach olimpijskich w 2012 w Londynie.